# Virgil Diaconu
Virgil Diaconu (n. 28 noiembrie 1948, Râmnicu Sărat) este un scriitor, poet, publicist, critic literar român, membru al Uniunii Scriitorilor din România începând din anul 1990.

## Date biografice
Este fiul lui Gheorghe și al Elisabetei Diaconu. În anul 1952 întreaga familie se stabilește în orașul Pitești. A urmat Școala militară de ofițeri din Sibiu (1969) și a absolvit Școala Tehnică de Proiectanți Auto Colibași, Pitești (1974). Este membru al Uniunii Scriitorilor din România începând din anul 1990. A lucrat ca proiectant principal la Arpechim Pitești (1972-1989). A fondat la Pitești revista RA (1981, cinci numere), iar după ’89 revista de cultură Solstițiu (ianuarie 1990, împreună cu câțiva prieteni), Săgetătorul, suplimentul literar săptămânal al cotidianului „Argeșul” (ianuarie 1997), revista Cafeneaua literară (ianuarie 2003), editată de Centrul Cultural Pitești, pe care o conduce. A fost directorul Societății literare, suplimentul cotidianului „Societatea argeșeană” (2004-2006). Din 1999 lucrează, ca redactor presă, la Centrul Cultural Pitești. Între anii 1965-1985 a participat, sporadic, la ședințele Cenaclului literar Liviu Rebreanu al Casei de Cultură Pitești, iar în perioada 1965-1972 la ședințele  Cenaclului literar Albaștri al Casei de Cultură a Studenților din Pitești. În anul 2005 a citit la Cenaclul Euridice din București, condus de Marin Mincu, iar din 2003 conduce Clubul Cafeneaua literară, pe care l-a înființat în cadrul Centrului Cultural Pitești, unde lucrează.

## Debut
Debut absolut în poezie: revista Argeș nr. 10/1968.

## Colaborări
A colaborat la aproape toate revistele literare importante: Vatra, Familia, Convorbiri literare, Poezia, Hyperion, Poesis, Contemporanul, Arca, Dacia literară, Luceafărul, Calende, Echinox, Tribuna, Argeș, Litere, Reflex, Bucovina literară, Revista nouă, Banat, Ardealul literar și artistic, Provincia Corvina, Axioma, Spiritul critic, Pro saeculum, Antares, Porto Franco, Suplimentul literar al Scânteii tineretului, Universitas, Săgetătorul, Societatea literară, Criterii literare etc. În antologia de eseuri dedicate operei lui Mihai Eminescu, Chipurile poetului, Editura Carminis, Pitești, 2001, coordonator M.M. Bădescu, a publicat eseul „Receptarea actuală și destinul poeziei lui Mihai Eminescu. Celălalt Eminescu” (pp. 42-49), unde semnează și cuvântul înainte al volumului. A mai publicat poezie în antologia Ultima generație, primul val, Editura Muzeul Literaturii Române, București, 2006, în Pagini literare.ro, Editura Forumului European al Revistelor Literare, 2007, ucurești.

## Volume publicate
- A debutat în volum cu placheta de poezie Departele Epimenides, Ed. Litera, București, 1976.
- Depărtarea lăuntrică (poeme), Editura Litera, București, 1980, cu o notă critică pe coperta a patra semnată de Gheorghe Tomozei;
- Călătorie spre sine (poeme), Editura Albatros, București, 1984, cu o notă critică pe coperta a patra semnată de Mircea Ciobanu;
- Discurs despre liniște (poeme), Editura Cartea Românească, București, 1989, cu o notă critică pe coperta a patra semnată de Alexandru Protopopescu;
- Deasupra tenebrelor (poeme), Editura Paralela 45, Pitești, 2001;
- Opium (poeme), Editura Paralela 45, Pitești, 2002, cu o serie de referințe critice la finele volumului semnate de Alex Ștefănescu, Laurențiu Ulici, Gheorghe Tomozei, Mircea Ciobanu, Mircea Bârsilă, Nicolae Oprea, Al. Protopopescu, Marian Barbu ș. a.
- Diminețile Domnului (poeme), Editura Paralela 45, Pitești, 2004, cu mai multe referințe critice în finalul volumului;
- Libertate și destin, eseuri filozofice, Editura Muzeului Literaturii Române, București, 2005, cu o referință critică pe coperta a IV-a semnată de Constantin Noica;
- Jurnal erotic (poeme), Editura Muzeului Literaturii Române, București, 2006, cu prefața Eros și polemică semnată de Gheorghe Grigurcu și 34 de referințe critice în finalul volumului;
- Lepre și sfinți (poeme), Editura Revistei Convorbiri literare, Iași, 2007, care se „închide” cu eseul Poezia modernă și destinul ei.
- Destinul poeziei moderme, Editura Brumar, 2008
- Prințesă cu fluture, poeme, Editura Limes, Cluj-Napoca, 2012
- Poeme, Poems by Virgil Diaconu, Translated into English by MTTLC graduate students, 2015, Translation Café, Issue 137.
- Poezia postmodernă. Anchetă, Editura Feed-Back, 2015.
- Die blaue Umarmung Gedichte - herausgegeben und übersetzt von Christian W. Schenk - Die blaue Umarmung, Gedichte, Dionysos Boppard 2024, ISBN 9798323060856

## Premii
- „Premiul Cartea de poezie a anului 2002”, acordat de Filiala Pitești a U.S.R., pentru volumul Opium, Editura Paralela 45, 2002.[1]
- „Premiul pentru eseu”, acordat de „Festivalul Internațional de Poezie Emia”, Deva, 2005, și „Premiul pentru eseu” acordat de Festivalul național de literatură Sensul iubirii”, Drobeta-Turnu Severin, 2006, pentru eseul filozofic Libertate și destin, Editura M.L.R., București, 2005.[1]
- „Premiul pentru cartea de poezie a anului 2006”, acordat de Filiala Pitești a U.S.R., 2007, volumului de poeme Jurnal erotic, Editura M.L.R., București, 2006.[1]
- „Premiul Cezar Ivănescu pentru autorul anului”, acordat de către Asociația Publicațiilor Literare și Editurilor din România (APLER), Câmpina 2008, volumului de poeme Lepre și sfinți, Editura revistei „Convorbiri literare”, Iași, 2007.[1]
- „Premiul special pentru eseu”, acordat de Filiala Pitești a U.S.R. și C.J.A., 2009, pentru volumul de eseuri Destinul poeziei moderne, Editura Brumar, Timișoara, 2008.[1]